# 初沢亜利
初沢 亜利（はつざわ あり、1973年7月28日 - ）は、フランス・パリ生まれの日本の写真家。

## 人物
港区立青山中学校、暁星国際高等学校を経て、上智大学文学部社会学科卒業。
第13期写真ワークショップ・コルプス修了後、イイノ広尾スタジオに勤務したのち写真家としての活動を始める。
小学生時代に森の木児童合唱団に所属し、子役として数々の舞台に立った。小学生4年時にはディズニー映画『ピノキオ』の日本語吹き替え版でピノキオ役を務めた。　
大学時代には写真部に所属。卒業までに撮影した処女作「Tokyo Poesie」が太陽賞の最終候補作品となり、その後東京新聞にて150回の連載を行う。
2002年12月、新右翼団体「一水会」代表の木村三浩に新宿ゴールデン街で、イラク戦争直前のバグダッドでの反戦活動の参加を打診され、2003年2月にバグダッドに訪問。戦後の6月にも再訪し、8月に「Baghdad2003」(碧天舎)を出版した。
写真家となってからは六本木男声合唱団倶楽部のトップテノールとしての活動も行っていた。
2016年に再び北朝鮮へ訪問し、2018年5月 写真集「隣人、それから。38度線の北」（徳間書店）を出版した。
2022年、日本3大写真賞のひとつである「林忠彦賞」を受賞した。
2023年4月17日、俳優・脚本家・小説家の中江有里と結婚していた事を文春オンラインが報じた。

## 写真集・書籍
- 「Baghdad2003」（2003年 碧天舎）ISBN 978-4-8834-6438-8
- 「覚悟。」（2009年 徳間書店）ISBN 978-4-1986-2839-0
- 「True Feelings 爪痕の真情」（2012年 三栄書房）ISBN 978-4-7796-1480-4
- 「隣人。38度線の北」（2012年 徳間書店）ISBN 978-4-1986-3524-4
- 「沖縄のことを教えてください」（2015年 赤々舎） ISBN 978-4-86541-036-5
- 「隣人、それから。38度線の北」（2018年 徳間書店）ISBN 978-4-19-864625-7
- 「東京二〇二〇、二〇二一。」（2021年 徳間書店) ISBN 978-4-19-865405-4

## 写真展
- 「Tokyo Poesie」新宿ニコンサロン（2000年）
- 「humanite」AKI-EX GALLERY（2001年）
- 「Baghdad2003」AKI-EX GALLERY（2003年）
- 「東京午前5時、200人のポートレイト」ARIKA ART SITE（2007年）
- 「Modernism 2011-2012 東北-東京-北朝鮮」東京画廊（2012年）
- 「沖縄のことを教えてください」B GALLERY（2015年）
- 「沖縄のことを教えてください」新宿ニコンサロン（2015年）
- 「周縁からの眼差し - 東北・北朝鮮・沖縄 報告」アツコバルー（2015年）
- 「北朝鮮2016〜2018」山﨑文庫（2018年)

## 受賞歴
- 2013年 東川賞新人作家賞
- 2016年 日本写真協会新人賞
- 2019年 さがみはら写真新人奨励賞
- 2022年 林忠彦賞

## マスメディア

### テレビ出演
- NHK「NHKニュースおはよう日本」「ニュースウオッチ9」
- TBS「ひるおび!」「サンデーモーニング」
- テレビ朝日「ビートたけしのTVタックル」
- フジテレビ「ユアタイム」「ホンマでっか!?TV」
- BS朝日「ニュースの深層」
- BSスカパー「ニュースザップ」「BAZOOKA!!!」

### エディトリアル
- 週刊ポスト
- 週刊現代
- AERA
- 週刊朝日
- サンデー毎日
- 婦人公論
- 週刊SPA!
- 週刊金曜日
- SWITCH
- Number
- NAVI
- CAR GRAPHIC
- GENROQ

### ネット番組
- ポリタスTV（YouTube）